# Tempête tropicale Arthur (2008)
Pour les articles homonymes, voir Cyclone tropical Arthur.
La tempête tropicale Arthur de 2008 a été la première tempête tropicale à se former au mois de mai depuis 1981.
Le 30 mai, les restes d'une dépression vont alimenter la formation d'une tempête tropicale. Malgré sa faible intensité, des pluies diluviennes (15 à 20 centimètres, peut être plus ponctuellement) provoquent des glissements de terrain et inondations. Ses inondations vont provoquer la mort de 4 personnes et la disparition de 2 personnes. 
La tempête tropicale Arthur a causé des pluies diluviennes qui ont engendré des crues des rivières plus importante que lors de l'ouragan Mitch en 1998.